# Шармай Любов Георгіївна
Шармай Любов Георгіївна (15 квітня 1956) — радянська баскетболістка.
Олімпійська чемпіонка 1980 року.